# 古爾德 (科羅拉多州)
古爾德（英語：Gould）是位於美國科羅拉多州傑克遜縣的一個非建制地區。該地的面積和人口皆未知。

## 地理
古爾德的座標為40°31′35″N 106°01′36″W / 40.52639°N 106.02667°W，而該地的平均海拔高度為2731米（即8913英尺）。